# Link River

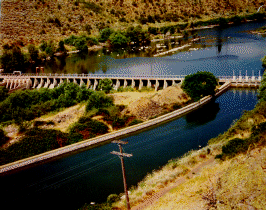
Link River Dam am Abfluss des Upper Klamath Lake

Als Link River definiert die United States Geological Survey den etwa 2 km langen Flusslauf vom Upper Klamath Lake bis zum Lake Ewauna nahe Klamath Falls im Klamath County, Oregon. In der Praxis werden Link River und Lake Ewauna zumeist als Beginn des Klamath Rivers betrachtet und nicht von diesem unterschieden.